# Ligne de Magdebourg à Leipzig
 (janvier 2017).
Si vous disposez d'ouvrages ou d'articles de référence ou si vous connaissez des sites web de qualité traitant du thème abordé ici, merci de compléter l'article en donnant les références utiles à sa vérifiabilité et en les liant à la section « Notes et références ».
La ligne de Magdebourg à Leipzig est une ligne de chemin de fer allemande qui traverse la Saxe-Anhalt et la Saxe à l'est du pays. D'une longueur de 118 km, elle dessert les villes de Magdebourg, Köthen, Halle-sur-Saale et Leipzig.
Les travaux de construction de la ligne ont débuté le 24 janvier 1838, dirigés par la compagnie du chemin de fer de Magdebourg-Leipzig (de). C'était la première ligne de chemin de fer allemande qui traversait plusieurs états : en plus du royaume de Prusse et du royaume de Saxe, elle desservait également le duché d'Anhalt-Köthen.
Les dates de mise en service :
- 28 juin 1839 : Magdebourg–Schönebeck (14,9 km)
- 9 septembre 1839 : Schönebeck–pont sur la Saale à Calbe (12,4 km)
- 19 juin 1840 : Saale bridge–Köthen (22,6 km)
- 28 juillet 1840 : Halle-Köthen (35,7 km)
- 18 août 1840 : Halle-Leipzig (33,2 km)

C'est finalement le 18 août 1840 que toute la ligne de Magdebourg à Leipzig est ouverte. Le 30 août 1924, la ligne est cédée au Deutsche Reichsbahn.